# 方塊遊戲
方塊遊戲是電玩遊戲的一種，因為方塊多半是從上方落下，又稱「落下型方塊遊戲」或「落下型益智遊戲」。

## 基本規則
- 網格式規劃的遊戲空間
- 從遊戲空間的上方產生方塊元件並落下
- 玩有直接或間接決定或改變方塊配置位置的能力
- 在特定條件下，方塊將會被消除並獲得分數
- 遊戲的時序為動態進行
- 當方塊元件堆至遊戲空間的頂端則遊戲結束

實際的遊戲規則與細部設定，則因不同的遊戲而有所差異。

## 代表性的遊戲
直接控制方塊元件落下位置的典型「落下型方塊遊戲」：
- 俄羅斯方塊(Tetris)
- 魔法氣泡(Puyo Puyo)
- 魔法寶石(Columns)

方塊元件從下打上的「逆向落下型方塊遊戲」：
- 益智泡泡龍(Puzzle Bobble)

間接控制方塊元件排列的方塊遊戲：
- 面板方塊(Panel de Pon)
- 魔幻彩球(Magical Drop)
- 隕石方塊(Meteos)

## 外部連結
方塊遊戲研究所 （页面存档备份，存于）